# Thiotricha lumnitzeriella
Thiotricha lumnitzeriella is een vlinder uit de familie van de tastermotten (Gelechiidae). De wetenschappelijke naam van de soort werd voor het eerst geldig gepubliceerd in 2021 door Kyaw, Ueda en Hirowatari .